# 2016年リオデジャネイロオリンピックのプエルトリコ選手団
2016年リオデジャネイロオリンピックのプエルトリコ選手団（2016ねんリオデジャネイロオリンピックのプエルトリコせんしゅだん）は、2016年8月5日から8月21日にかけてブラジルのリオデジャネイロで開催された2016年リオデジャネイロオリンピックのプエルトリコ選手団、およびその競技結果。

## 概要
今大会は金メダル1個、合計1個のメダルを獲得した。
モニカ・プイグがテニス女子シングルスで金メダルを獲得し、プエルトリコはオリンピック初の金メダルを獲得した。

## 選手団
- 人員: 選手 40人
- 開会式旗手: ハイメ・エスピナル

## メダル獲得者
| メダル | 名前           | 競技   | 種目           | 日付（現地） |
| ------ | -------------- | ------ | -------------- | ------------ |
| 金     | モニカ・プイグ | テニス | 女子シングルス | 8月13日      |

## 種目別選手・スタッフ名簿及び成績

### 陸上競技
- アンドレス・アロヨ（男子800m）1分46秒74 準決勝敗退
- ウェスリー・ヴァスケス（男子800m）1分46秒96 予選敗退
- エリック・アレハンドロ（男子400mハードル）49秒95 予選敗退
- ハヴィエル・クルソン（男子400mハードル）失格 決勝敗退
- ルイス・カストロ（男子走り高跳び）2.25m 13位
- ダヴィッド・アドレー・スミス2世（男子走り高跳び）2.26m 予選敗退
- セリアンゲリ・モラレス（女子200m）23秒00 予選敗退
- ジャスミン・キン（女子100mハードル）失格 準決勝敗退
- グレース・クラクストン（女子400mハードル）55秒85 自己ベスト 準決勝敗退
- ベヴァリー・ラモス（女子マラソン）2時間43分52秒 71位
- ディアマラ・プラネル（女子棒高跳び）4.15m 予選敗退
- アリスベス・フェリックス（女子七種競技）5805、26位

### ボクシング
- ヘイヴィエール・シントロン（男子フライ級）1回戦敗退

### 自転車
- ブライアン・バビロニア（男子ロードレース個人）途中棄権

### 飛込
- ラファエル・キンテロ（男子10m高飛込）485.35、7位

### 馬術
- ローレン・ビリーズ（総合馬術個人）155.40 予選敗退

### 柔道
- マリア・ペレス（女子70kg級）2回戦敗退
- メリッサ・モヒカ（女子78kg超級）2回戦敗退

### 射撃
- ヤリマール・マルティネス
  - （女子10mエアライフル）406.6 予選敗退
  - （女子50mライフル3姿勢）576 予選敗退

### 競泳
- ヴァネッサ・ガルシア（女子50m自由形）24秒94 国内新 予選敗退

### 卓球
- ブライアン・アファナドール（男子個人）1回戦敗退
- アドリアナ・ディアス（女子個人）2回戦敗退

### テコンドー
- クリスタル・ウィークス（女子67kg超級）1回戦敗退

### テニス
- モニカ・プイグ（女子シングルス） 金メダル

### トライアスロン
- マヌエル・ウエルタ（男子）1時間53分22秒 43位

### バレーボール
- 女子 予選リーグ敗退
  - デボラ・セイルハマー
  - シャラ・ヴェネガス
  - ヴィルマリー・モヒカ
  - ヤリマール・ローサ
  - ステファニー・エンライト
  - アウレア・クルス
  - ディアナ・レイス
  - カリーナ・オカシオ
  - ナタリア・ヴァレンティン
  - ダリー・サンタナ
  - アレクサンドラ・オケンド
  - リンダ・モラレス

### ウエイトリフティング
- レリー・ブルゴス（女子53kg級）162、9位

### レスリング
- フランクリン・ゴメス（男子フリースタイル65kg級）3回戦敗退
- ハイメ・エスピナル（男子フリースタイル86kg級）敗者復活2回戦敗退